# 冯培德
冯培德（1941年4月7日—），男，广东恩平人，中国飞行器导航控制专家，中国工程院院士。

## 生平
1957年考入北京大学，1963年考入南京航空航天大学，1967年加入航空618所，1981年赴美做访问学者两年，1984年任618所所长。2001年，当选中国工程院院士，2008年3月当选第十一届全国政协委员。任中航工业科技委副主任，中国工程院机械运载学部副主任，北京航空航天大学博士生导师。曾获国家科技进步特等奖、二等奖和发明三等奖。